# 芝右衛門狸
芝右衛門狸、柴右衛門狸（しばえもんたぬき、しばえもんだぬき）は、兵庫県淡路島に伝わる化け狸。佐渡島の団三郎狸、香川県の太三郎狸と並び、日本三名狸に数えられている。江戸時代の奇談集『絵本百物語』にも記述がある。人間に化けて芝居見物をしている最中、犬に襲われて命を落としたといわれるが、詳細は地域や文献によっていくつかの異説が見られる。

## 兵庫県の伝説

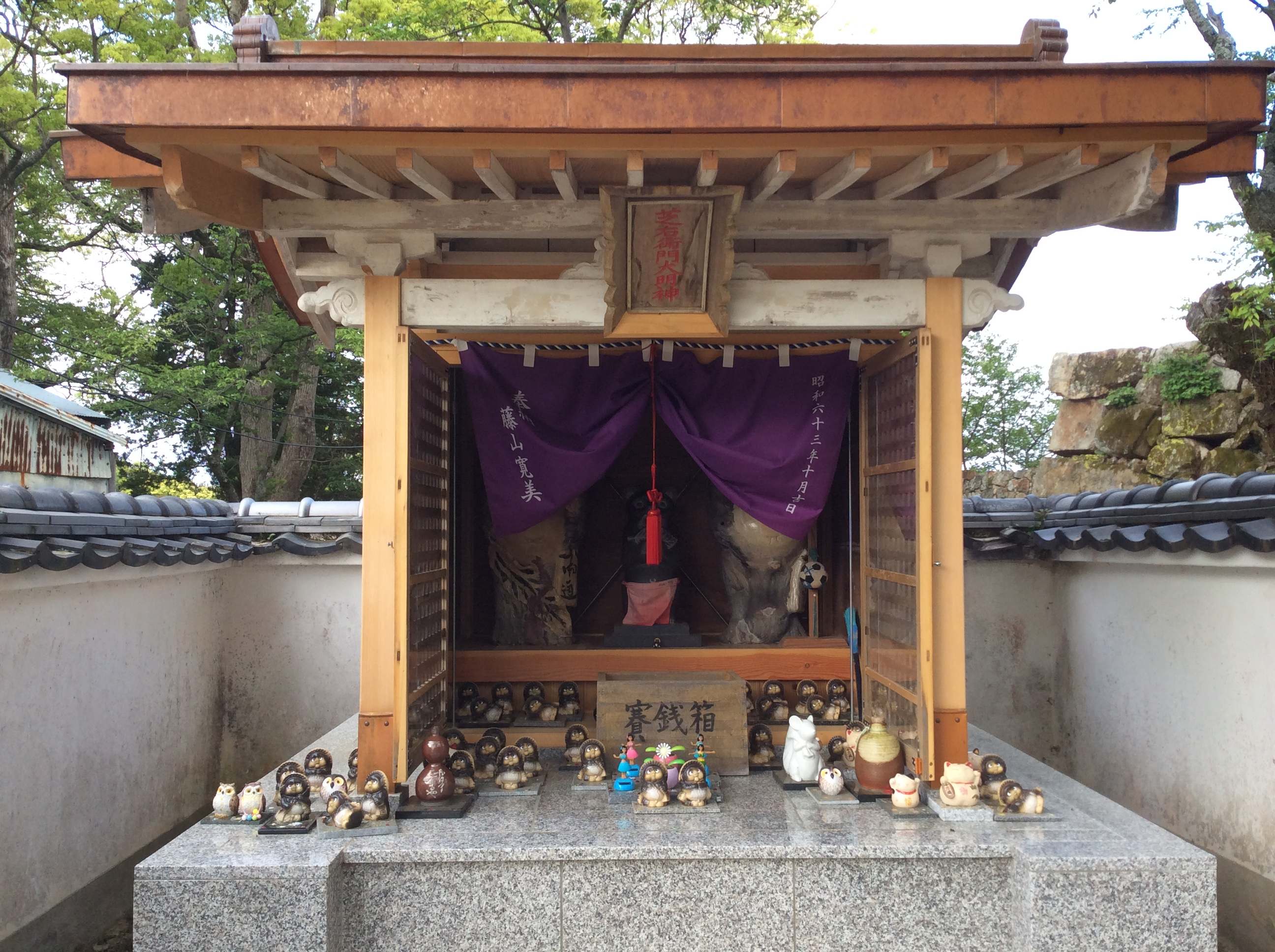
淡路島三熊山の芝右衛門大明神

芝右衛門狸は淡路島の洲本市の裏山の三熊山の頂上に、妻のお増（おます）と共に住み、月夜にはよく陽気に腹鼓を打っていた。人間に化けて木の葉を金に見せかけて買物をするような悪戯も働いたが、その一方では酔って山中に迷い込んだ人間を案内したりと親切な行ないもしていたので、誰からも憎まれていなかった。親切にされた人々は、彼らの住処に礼として一升徳利を収めた。
あるときに芝右衛門は浪速（現・大阪市）の中座で大人気の芝居があると聞き、お増と共に人間に化けて大阪へ渡った。初めて踏む地である大阪を見物する内に2匹はすっかり陽気になり、化け比べをすることになった。まずはお増が大名行列に化け、芝右衛門の前を通り過ぎた。続いて芝右衛門が化かす番。お増の前を長い殿様行列が続いた。お増が「うまいうまい」と声を上げて褒めたところ、たちまち行列の1人の武士に斬り殺された。行列は芝右衛門ではなく本物だったのである。
悲嘆に暮れた芝右衛門は淡路へ帰ろうとしたが、せめて最後にお増も見たがっていた芝居を見ることにして、術で木の葉を金に変え芝居小屋へ通うようになった。しかし芝居小屋では毎日の入場料に木の葉が混ざっていることから、タヌキが人間に化けて紛れ込んでいると疑い、番犬を見張らせることにした。
芝居見物も今日を最後にして淡路へ帰ろうと、芝右衛門は小屋へやって来ると、大の苦手な犬がいた。芝右衛門は恐怖心を隠しつつ入口を通り抜けたが、その安心した隙をついて犬が襲い掛かってきた。たちまち芝右衛門はタヌキの姿に戻ってしまい、犬を連れた人々に追い回され、遂には頭を殴られて命を落とした。淡路には大阪で化け狸が殺された噂が届き、芝右衛門の腹鼓が聞こえないことから、彼が殺されたとわかり、人々は口々に彼の死を惜しんだ。
芝右衛門の死後、中座では客の入りが悪くなり「芝右衛門を殺した祟りだ」と噂が立ったので、芝右衛門を芝居小屋に祀ったところ、また客足が良くなった。以来、芝右衛門は人気の神として中村雁治郎、片岡仁左衛門、藤山寛美といった多くの役者たちに厚く信仰されてきた。後に芝右衛門の里帰りと称し、寛美や仁左衛門らの寄進により洲本市に芝右衛門の祠が建てられた。現在では芝右衛門の祠は三熊山頂上の洲本城跡の近くにあり、芝居好きであった芝右衛門の伝説から、今なお芸能人の参拝が多い。中座に祀られていた「柴右衛門大明神」も2000年に「里帰り」し、現在は洲本八幡神社に祀られている。

## 徳島県の伝説
江戸時代、阿波国（現・徳島県）の勢見山の麓の観音寺の境内で芝居興行があり、大人気を博していた。
ところがある夜、芸をするはずの犬たちが客席の方を吼えてばかりで一向に芸をしない。ついにその中の1匹が客席に飛び込み、1人の武士に襲い掛かって喉を噛み切り、死に至らしめてしまった。大事件発生かと思われたが、役人が武士の亡骸を検分したところ、懐の紙に武士の名が「淡州先山芝右衛門」と記されていたものの、淡州にそのような名の武士は実在しなかった。さらに懐には柴の葉が10枚ほどあった。
翌朝に役人が再び検分に訪れたところ、武士の姿は血まみれのタヌキに変わっていた。これが芝右衛門狸であった。時を同じくして阿波ではタヌキの2大勢力の大戦争・阿波狸合戦があり、両軍が援軍を欲していたので、芝右衛門狸はどちらかの軍に力を貸すために淡路島から阿波を訪れたのだろうと噂されたという。

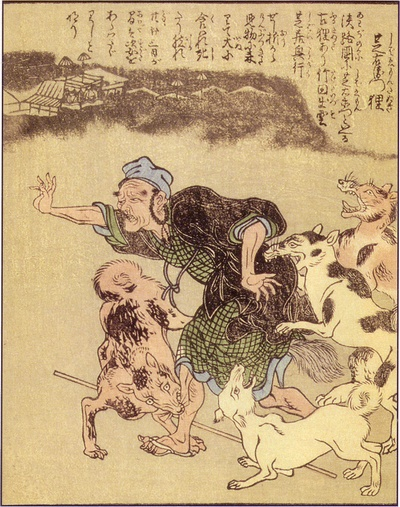
竹原春泉画『絵本百物語』より「芝右衛門狸」

## 絵本百物語
その昔、淡路に芝右衛門という農民がいたが、彼のもとによく老いたタヌキがやって来て残飯を求めていたので、芝右衛門は哀れに思い、わざわざ飯を残してやっていた。
ある日、芝右衛門はタヌキを面白がり「人間にでも化けてみろ」と言うと、タヌキは50歳ほどの人間の姿となり、日に日に芝右衛門のもとを訪れるようになった。そして様々な物語や古事を詳しく聞かせたので、芝右衛門は次第に物知りになり、人々にもてはやされた。
その頃、浪速から『竹田出雲』という芝居が淡路に訪れて興行を行なっていたので、先のタヌキが化けた老人も見物に行ったが、運悪く帰り道に犬に噛まれて死んでしまった。しかしタヌキだけあり、死後も半月ばかり正体を現さず、24、25日ほど後に遂にタヌキの正体を現したという。

## 正体
芝右衛門狸の伝説の実態は、1870年（明治3年）に勃発した洲本と阿波の争い・稲田騒動をタヌキに託したものという説や、日本に流れ着いたオランダ人を城の中に隠していたところ、外国人を見たことのない城下の者たちにそれを知られたため、タヌキが人間に化けたものということにした、などの説がある。

## 芝右衛門狸にちなんだ作品
小説
- 京極夏彦『芝右衛門狸』（巷説百物語に収録）